# Balún Votán
Balún Votán fue un personaje mítico que forma parte de la historia del pueblo maya y que según la leyenda condujo a su pueblo a lo largo de un inmenso territorio mesoamericano, fundando diversas ciudades en los actuales territorios de los estados mexicanos de Tabasco, Chiapas y Yucatán y en Guatemala, tales como Chanán, capital de Xibalbay, hoy Palenque; Toniná; y Huehuetán en la costa del océano Pacífico.
Los asentamientos mayas se dividieron desde una perspectiva histórica-geográfica en tres regiones naturales: la meridional, la central y la septentrional. La región más sureña abarcó desde ese enfoque las tierras altas de Guatemala, en donde hoy se sabe con más precisión que nació el lenguaje maya, muy particularmente en la sierra de los Cuchumatanes; el extremo sur del estado mexicano de Chiapas y el extremo occidental de la república de El Salvador. La región central, en donde estas etnias ocuparon las tierras bajas de Guatemala hoy denominadas El Petén; Belice; la parte oeste de Honduras; y una porción de Tabasco. Finalmente, la región septentrional, en donde los mayas ocuparon el centro y norte de la península de Yucatán. Balún Votán habría recorrido encabezando a los mayas votánides, en términos de la leyenda que lo rodea, una gran porción de este territorio, haciendo numerosos actos fundacionales que lo colocan junto a Zamná, personaje también semi-mítico, como uno de los grandes conductores del peregrinar maya en los territorios en que ejercieron su influencia y dominio desde posiblemente 2000 años a. C., hasta la llegada de los europeos en las prostrimerías del siglo XV.